# Arno (rzeka)
Arno (łac. Arnus) – rzeka we Włoszech o długości 245 km. Średni przepływ przy ujściu wynosi 110 m³/s. Jej źródło znajduje się w Apeninach. Uchodzi do Morza Liguryjskiego. Główne miasta leżące nad Arno to Florencja i Piza.
Zmienne stany wód Arno spowodowały katastrofalne powodzie, m.in. w latach 1537, 1740, 1966 i 1992.
W 1347 roku po raz pierwszy pojawił się pomysł zmiany biegu rzeki. Operacja ta miała odciąć mieszkańców Pizy od dostaw żywności, sprowadzanych przez rzekę. Arno uwiecznił Leonardo da Vinci, rysując 5 sierpnia 1473 roku Pejzaż znad Arno. Leonardo podjął się również nieudanej próby zmiany biegu rzeki w 1504 roku. W XVI wieku wybudowano kanał Maestro di Chiana, łączące Arno z Tybrem.